# Рівняння часу

Рівняння часу. Над віссю сонячний годинник вджиатме місцевий середній час, а під віссю — відставатиме від нього.

Рівняння часу описує розбіжність між двома видами сонячного часу — видимим сонячним часом, який безпосередньо відстежує добовий рух Сонця, і середнім сонячним часом, який відстежує теоретичне середнє Сонце з рівномірним рухом уздовж небесного екватора. Видимий сонячний час можна отримати шляхом вимірювання поточного положення (годинного кута) Сонця, яке вказує (з обмеженою точністю) сонячний годинник. Середній сонячний час для того самого місця буде часом, який показує годинник з рівномірним ходом, відкалібрований таким чином, що протягом року його відмінності від видимого сонячного часу матимуть середнє значення нуль.
Рівняння часу можна апроксимувати сумою двох синусоїд:
{\displaystyle D=6.240\,040\,77+0.017\,201\,97(365.25(y-2000)+d)}
{\displaystyle \Delta t_{ey}=-7.659\sin(D)+9.863\sin \left(2D+3.5932\right)} [хвилин]
Менш точна, але простіша форма:
EoT = 9,87 sin(2B°) - 7,67 sin(B° + 78,7°)
де B = 360° (d - 81) / 365, а d - кількість днів від 1 січня поточного року.